# Заволжье (Рыбинск)
Заволжье, или Заволжье-1, — микрорайон в городе Рыбинске Ярославской области. Широко употребляемое в разговорной речи название — Заволга.

## Расположение
Микрорайон расположен на левом берегу Волги, возле устья реки Шексны ниже по течению. На востоке отделен рекой Селянка от микрорайона Заволжье-2 (Слип). На юге и западе микрорайон ограничен реками Шексна и Волга. На севере граница совпадает с границей города Рыбинска и проходит по просеке ЛЭП южнее деревни Кедровка. Заволжье — крупнейший по размеру микрорайон города Рыбинска, имеющий размеры 2,5 км в направлении север-юг и 3 км в направлении запад-восток.

## История
В южной части Заволжья у устья Шексны располагалась усадьба Петровское — родовое имение дворянского рода Михалковых. В месте мостового перехода располагалась деревня Ёрш, позднее — Старый Ёрш и Новый Ёрш. В восточной части располагалась деревня Кипячево (ныне улица Кипячевская), у устья реки Селянка — село Александровское. На остальной части Заволжья не было населенных пунктов.
При строительстве Рыбинской ГЭС и водохранилища в конце 1930-х в рыбинское Заволжье были переселены жители затопляемой зоны вместе с их деревянными домами, которые были разобраны, перевезены и заново смонтированы. Переселенцы из одной деревни часто селились рядом, а улица получала имя их бывшей деревни. Дома переселенцев и сформировали основную часть рыбинских микрорайонов Заволжье и Слип.
Жители нового микрорайона получили работу на рыбинских промышленных предприятиях, в основном на моторостроительном заводе. Поскольку предприятия располагались на правом берегу Волги, то работникам каждый день приходилось переправляться на правый берег и обратно водным транспортом или по льду. Строительство моста началось в 1940 году, однако было прервано начавшейся войной. Рыбинский автомобильный мост был построен в начале 1960-х и соединил Заволжье и Слип с правобережной частью Рыбинска. В микрорайоне работали Рыбинский комбикормовый завод и Рыбинский пластмассовый завод «Полипласт».

## Застройка
В отличие от других микрорайонов города, в Заволжье практически полностью отсутствует многоквартирная застройка. Микрорайон застроен индивидуальными домами. В основном это деревянные срубные дома, однако имеется небольшое количество кирпичных и шлакобетонных частных домов советского времени. Состояние домов различное — от хорошего и вплоть до развалин. Участки земли при домах относительно крупные — от 7 до 11 соток, прямоугольной формы. В настоящее время происходит обновление жилого фонда: на месте старых домов и развалин возводятся новые коттеджи высотой до 3 этажей.
Основная часть Заволжья имеет регулярную прямоугольную планировку с прямыми параллельными улицами. Кварталы в плане прямоугольные с двумя рядами домов. Исключение составляют южная и западная часть Заволжья, расположенная вдоль улицы Коллективизации и рек Шексны и Волги.
Частный сектор Заволжья газифицирован частично, газификация продолжается. Часть домов подключена к центральному водоснабжению, другие снабжаются водой через водоразборные колонки. Водоснабжение микрорайонов Заволжье и Слип осуществлялось из артезианских скважин, вода в которых имела невысокое качество. С 2014 года ведется строительство дюкера под дном Волги, который соединит систему водоснабжения Заволжья и Слипа с общегородской.

## Инфраструктура
В микрорайоне расположена школа-интернат № 2 с кадетским корпусом. В Заволжье располагается детско-юношеская конно-спортивная школа № 15. Торговля представлена мелкими магазинами из-за низкой плотности населения. В 1956 году на ул.Большая Вольская был построен кинотеатр «Волга». В 1994 году здание перестало использоваться в качестве кинотеатра и впоследствии было закрыто, а в 2011 году частично сгорело в результате поджога. В конце января 2012 года здание кинотеатра "Волга" было полностью снесено.

## Религия
В юго-восточной части Заволжья действует церковь Иверской иконы Божией Матери, построенная в 1890 году.

## Транспорт
Через Заволжье проходят важные транспортные пути. По Рыбинскому мосту, находящемуся в южной части микрорайона, осуществляется связь с правобережной территорией Рыбинска. Через микрорайон Заволжье проходит автомобильная дорога Р104, связывающая Рыбинск с Пошехоньем и Череповцом. Дорога проходит от моста по улице Коллективизации, далее переходящей в Пошехонский тракт. От моста начинается и другая дорога, проходящая на восток по улицам Рыбинская и далее Бурлацкая. Дорога связывает Заволжье с микрорайоном Слип, а далее с селами Назарово, Шашково, Романовской (левобережной) стороной Тутаева и Ярославлем.
По улице Коллективизации и Пошехонскому тракту осуществляется связь с дамбой Рыбинской ГЭС, далее с микрорайонами ГЭС-14 и Волжский.
Большинство улиц в микрорайоне не имеют асфальтового покрытия.
В глубину микрорайона заходят два встречных автобусных маршрута № 19 и № 20. Они движутся по кольцу с конечной остановкой на Соборной площади. Маршруты проходят по улицам Тарасова, Костромская и Коллективизации. По улице Коллективизации также ходит автобус № 5 в микрорайон ГЭС-14. По улицам Рыбинская и Бурлацкая в направлении Слипа ходит маршрутное такси № 8т, автобусы № 29 и № 109. До 2010 года в Заволжье ходил троллейбус № 8 с конечной остановкой в Сосновом переулке. Сейчас троллейбусная линия через Рыбинский мост демонтирована.

## Достопримечательности
В месте впадения реки Шексны в Волгу расположена бывшая усадьба Петровское — родовое имение дворянского рода Михалковых. В настоящее время здания усадьбы заброшены и разрушаются. На территории усадьбы располагается Петровский парк. В парке находится беседка с корабликом, хорошо заметная с правого берега Рыбинска.
Возле моста через Волгу расположен Заволжский пляж.